# 龚颖
龔穎（?—?），東晉至南朝宋遂寧人。益州刺史毛璩征辟為勸學從事。毛璩被譙縱殺死後，譙縱設宴強迫龔穎參與，龔穎不得已只好參加。奏樂時，龔穎流著眼淚說：「我作為毛璩下屬，他犧牲了我卻無法殉職，怎麼還忍心跟著反賊一起喝酒體音樂！」譙縱大將譙道福大怒，將其拖出，準備斬首，而譙道福之母恰好就是龔穎的姑姑，她得知後光著腳出來要求赦免龔穎，最終龔穎逃過一劫。譙縱稱帝後，又征召龔穎，龔穎拒絕，譙縱大怒，將其逮捕入獄。
譙蜀政權被平定後，龔穎歷任府參軍，州別駕從事史。退休後在家中去世。

## 延伸阅读
[在维基数据编辑]
 《宋書/卷91》，出自沈约《宋书》